# 고대 고구려 왕국 수도와 묘지
고대 고구려 왕국의 수도와 무덤군(Capital Cities and Tombs of the Ancient Koguryo Kingdom)은 유네스코 세계유산으로 등록된 중화인민공화국 지린성 퉁화시 지안시를 중심으로 분포하는 고구려 전기의 유적이다. 2004년 7월, 유네스코 세계 유산 위원회 쑤저우 회의에서 조선민주주의인민공화국의 평양, 남포 등에 소재하는 후기의 고구려 고분군과 함께 등록이 결정되었다.
고구려는 기원 전 37년에 오녀산성(졸본성)을 도읍로서 건국해, 서기 3년 환도산성으로 천도하였다. 그 후 평성인 국내성으로 옮겼다가, 427년 평양으로 다시 천도 했다. 668년에 신라-당나라 연합군에 의해서 멸망되었다.

## 개요
조선민주주의인민공화국은 애초 2000년경부터 유적의 세계유산 등록을 단독적으로 하기 위해 노력하였다. 2003년에 등록될 예정이었지만, 중화인민공화국이 북조선의 단독 등록에 반대하여, 지린성에 산재한 고구려 유적의 등록신청을 실시했다. 그 이유로 북조선과 중화인민공화국의 유적이 2004년 동시 등록이라는 형태로 등록되었다. 북조선과 중화인민공화국의 사이에 고구려 역사 문제가 존재하는 것이 재차 인지되었다.

## 등록
| 유네스코 지정번호 | 사진 | 등록명                        | 소재지                    |
| ----------------- | ---- | ----------------------------- | ------------------------- |
| 1135              |      | 장군총 Tomb of the General    | 지린성 퉁화시 지안시      |
| 1135              |      | 광개토왕릉비 Gwanggaeto Stele | 지린성 퉁화시 지안시      |
| 1135              |      | 태왕릉 Tomb of the Gwanggaeto | 지린성 퉁화시 지안시      |
| 1135              |      | 위나암성 Hwando               | 지린성 퉁화시 지안시      |
| 1135              |      | 천추총                        | 지린성 퉁화시 지안시      |
| 1135              |      | 서대총                        | 지린성 퉁화시 지안시      |
| 1135              |      | 임강총                        | 지린성 퉁화시 지안시      |
| 1135              |      | 국내성 Gungnae                | 지린성 퉁화시 지안시      |
| 1135              |      | 각저총                        | 지린성 퉁화시 지안시      |
| 1135              |      | 무용총 Muyong Tomb            | 지린성 퉁화시 지안시      |
| 1135              |      | 오녀산성 Wunü Mountain        | 랴오닝성 환런 만족 자치현 |

## 같이 보기
- 고구려 고분군
- 국원 고구려비